# Stéphanie de Beauharnais
Titre
Grande-duchesse de Bade
10 juin 1811 – 8 décembre 1818
(7 ans, 5 mois et 28 jours)
Stéphanie Louise Adrienne de Beauharnais, princesse impériale française par adoption et par mariage grande-duchesse de Bade, est née à Versailles, en France, le 28 août 1789 et morte à Nice, dans le royaume de Sardaigne, le 29 janvier 1860. Fille du comte Claude de Beauharnais, parent par alliance de la future impératrice Joséphine, elle est adoptée, en 1806, par Napoléon Ier, qui en fait ainsi une princesse impériale française. Mariée peu après au futur grand-duc Charles II de Bade, elle est grande-duchesse de Bade de 1811 à 1818, puis grande-duchesse douairière.
Issue d'une branche cadette de la maison de Beauharnais, Stéphanie voit le jour au début de  la Révolution française. Orpheline de mère à l'âge de deux ans, elle est confiée à une aristocrate irlandaise, sa marraine, lady Bath, lorsque son père part en émigration.  Elle est ensuite élevée dans le Midi par des religieuses jusqu'à l'adolescence. Finalement recueillie par Napoléon Bonaparte et Joséphine de Beauharnais en 1803, Stéphanie est adoptée par le couple impérial en 1806. Mariée un mois plus tard à l'héritier du trône de Bade, elle s'installe à Karlsruhe, où elle subit l'hostilité de la cour et de sa belle-mère, Amélie de Hesse-Darmstadt. 
Devenue grande-duchesse à l'accession au trône de Charles II en 1811, Stéphanie accouche de sa première fille la même année. Elle donne ensuite le jour à quatre autres enfants, mais ses deux fils trouvent la mort avant d'avoir un an. À la chute de Napoléon en 1814, les proches de Charles II tentent de le persuader de répudier sa femme. Cependant, celui-ci refuse et Stéphanie conserve sa position. Devenue veuve en 1818, elle se retire avec ses filles à Mannheim. Dix ans plus tard, éclate l'affaire Kaspar Hauser : un enfant sauvage né vers la même époque que le fils aîné de Stéphanie est retrouvé à Nuremberg. La rumeur publique veut que tous deux ne forment qu'une seule et même personne. Comme nombre de ses contemporains, Stéphanie se laisse convaincre mais Kaspar Hauser est assassiné en 1833, sans que ses origines aient pu être clairement établies. En 1852, Stéphanie - jusqu'alors persona non grata en France - assiste avec satisfaction au rétablissement de l'Empire français. Elle meurt quelques années plus tard, sur la côte d'Azur.

## Famille
Stéphanie est la fille aînée de Claude de Beauharnais (1756-1819), comte des Roches-Baritaud, et de sa première épouse Adrienne de Lezay-Marnésia (1768-1791). Membre de la maison de Beauharnais et parente par alliance de l'impératrice Joséphine (1763-1814), elle est adoptée, en 1806, par l'empereur Napoléon Ier (1769-1821) qui en fait une « princesse impériale » pour pouvoir la marier au grand-duc héritier de Bade.
Le 8 avril 1806, Stéphanie épouse, à Paris, le futur Charles II de Bade (1786-1818), fils du prince héritier Charles-Louis de Bade (1755-1801) et d'Amélie de Hesse-Darmstadt (1754-1832). De ce mariage naissent 5 enfants :
- Louise (Schwetzingen 1811 - Karlsruhe 1854), princesse de Bade, qui épouse, en 1830, le prince Gustave de Vasa (1799-1877), prétendant au trône de Suède (1837-1877). Ce sont les parents de la dernière reine de Saxe ;
- Un fils (né le 29 septembre 1812 et officiellement décédé le 16 octobre 1812). Certains en font Kaspar Hauser (1812 ?-1833) ;
- Joséphine (Karlsruhe 1813- Sigmaringen 1900), princesse de Bade, qui épouse, en 1834, le prince Charles-Antoine de Hohenzollern-Sigmaringen (1811-1885), ministre-président de Prusse (1858-1862). Ce sont les parents d'une reine de Portugal, d'un roi de Roumanie et d'une comtesse de Flandre (ancêtres des familles royales de Roumanie et de Belgique) ;
- Alexandre (1816-1817), grand-duc héritier de Bade ;
- Marie-Amélie (Karlsruhe 1817-Baden-Baden 1888), qui épouse, en 1843, William Douglas-Hamilton (1811-1863), duc de Hamilton. Ce sont les parents d'une princesse de Monaco (ancêtre de la Maison Princière de Monaco).

## Biographie

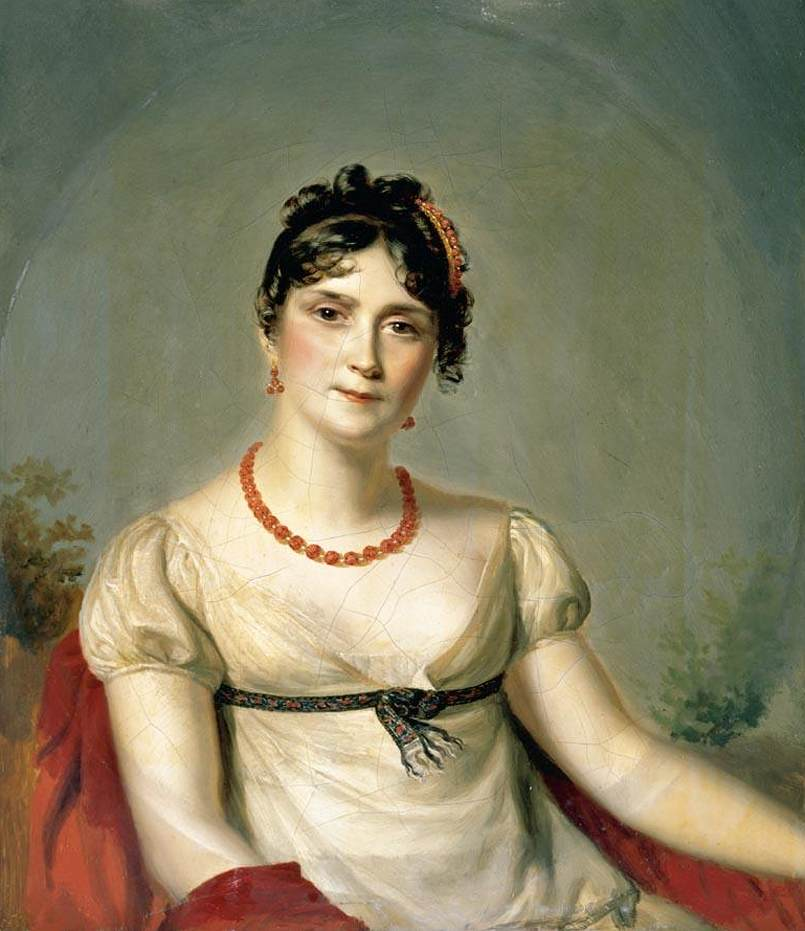
Joséphine de Beauharnais par Firmin Massot, v. 1812.

### Enfance
Née à Versailles en 1789, Stéphanie de Beauharnais perd sa mère deux ans plus tard. Son père, le comte des Roches-Baritaud, la confie alors à lady Bath, sa marraine, qui la place au couvent de Penthemont. Après la dissolution de l'institution, lady Bath remet l'enfant à deux anciennes religieuses, mesdames de Trélissac et de Sabatier, qui l'emmènent avec elles dans le Midi, d'abord à Castelsarrazin, puis à Périgueux et peut-être à Montauban. À l'époque, le père de Stéphanie vit en émigration. Sa grand-mère paternelle, Fanny de Beauharnais, vit à Cubières, où elle se consacre à la poésie. Enfin, son grand-père maternel, le marquis de Marnésia, séjourne aux États-Unis.
En 1802, Napoléon Bonaparte apprend au cours d'une conversation l'existence de Stéphanie, qui est une cousine éloignée du premier époux de Joséphine de Beauharnais. Il décide alors de ramener l'enfant à Paris et de la prendre sous son aile. Dans un premier temps, les religieuses résistent mais, devant la résolution du Premier Consul, elles doivent finalement capituler. Arrivée à la capitale en janvier 1803, Stéphanie est placée sous la responsabilité de l'impératrice et de sa fille Hortense, aux Tuileries. L'adolescente retrouve par ailleurs son père, qui est revenu en France, s'est remarié[réf. nécessaire] et a une autre fille née en 1803 et qui s'appelle Joséphine. Afin de parfaire son éducation, Stéphanie est bientôt envoyée par Napoléon à Saint-Germain-en-Laye, dans le pensionnat tenu par madame Campan.

### Adoption et mariage

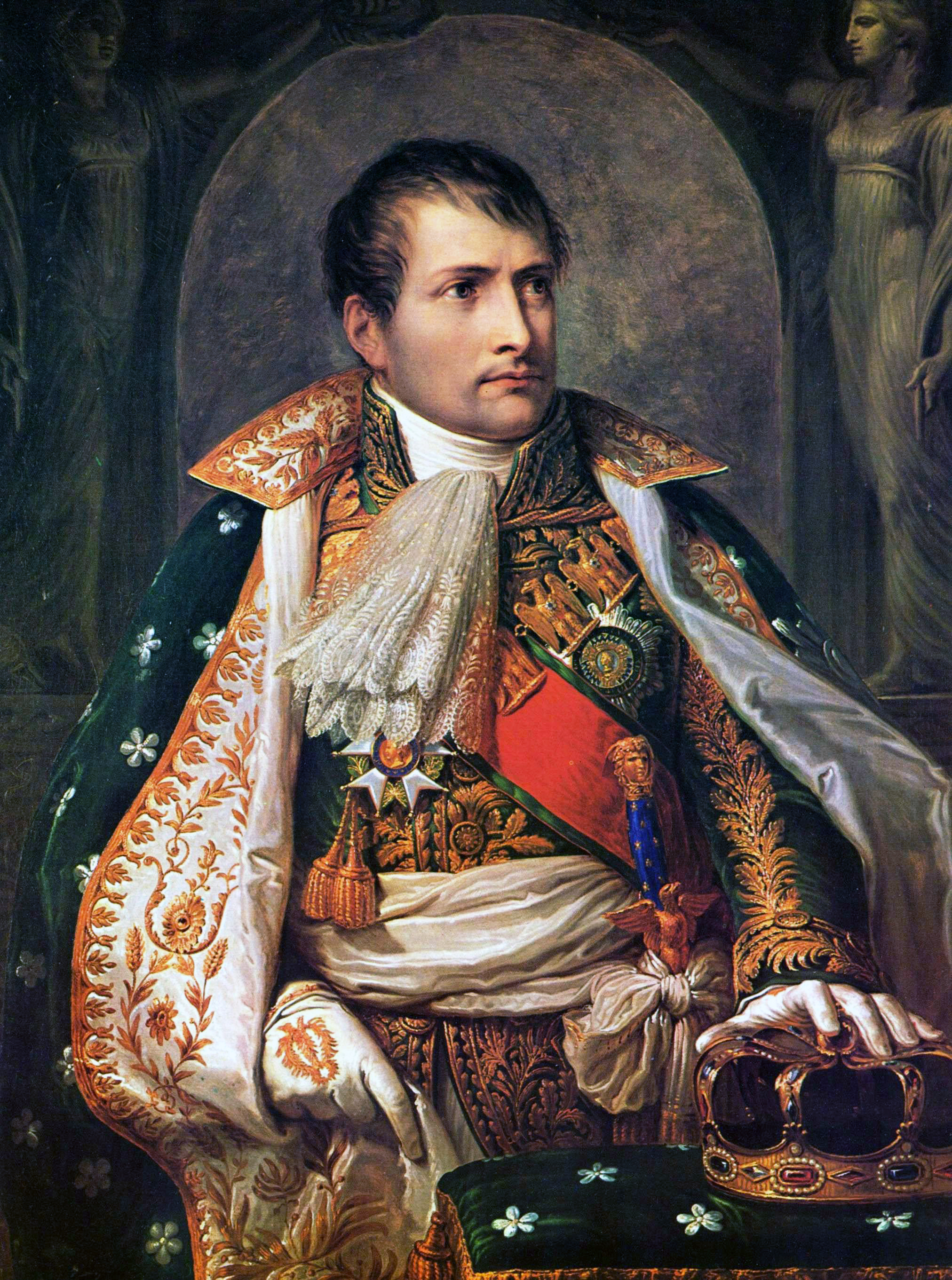
Napoléon par Andrea Appiani, 1805.

Après la Guerre de la Troisième Coalition, Napoléon (devenu Empereur en 1804) décide d'unir les membres de sa famille aux vieilles dynasties européennes. Son beau-fils, Eugène de Beauharnais, est ainsi marié à la princesse Augusta-Amélie de Bavière en 1805. Or, celle-ci était déjà fiancée au grand-duc héritier Charles de Bade. Afin de consolider ses liens avec le Pays de Bade, Napoléon décide donc d'unir le prince Charles à l'une de ses parentes et choisit, pour lui, Stéphanie de Beauharnais, après avoir un moment envisagé une autre nièce de l'impératrice Joséphine, Stéphanie de Tascher de la Pagerie. Le projet de mariage, conçu par l'Empereur lors de son passage à Karlsruhe le 20 janvier 1806, est finalement confirmé par le traité de Paris du 17 février suivant.
À l'époque, Stéphanie est âgée de 16 ans. Ramenée de Saint-Germain aux Tuileries, elle est accueillie avec affection par l'Empereur, qui la traite comme sa propre fille. À la cour, l'adolescente doit toutefois affronter la jalousie des sœurs de Napoléon, et surtout de Caroline Murat, qui craignent de la voir prendre le pas sur elles au sein de la famille impériale. Le 4 mars 1806, Stéphanie est pourtant adoptée par Napoléon et Joséphine. Surtout, elle reçoit préséance sur toutes les autres princesses françaises, y compris sur Hortense et Augusta-Amélie, respectivement fille et belle-fille de l'impératrice. De son côté, Claude de Beauharnais, déjà membre du Sénat depuis l'an XII, reçoit, en guise de récompense pour l'adoption de sa fille, la sénatorerie d'Amiens, qui produit 25 000 francs de revenus annuels.
Après ces événements, Stéphanie épouse, comme prévu, à Paris, Charles, grand-duc héritier de Bade durant une cérémonie pour laquelle Napoléon déploie tous les fastes de l'Empire (8 avril 1806). Cependant, la jeune mariée de 16 ans éprouve du dégoût pour son époux de 19 ans et se refuse à lui durant plusieurs jours, soulevant ainsi les moqueries de la cour. Malgré les plaintes du prince de Bade, Napoléon refuse d'intervenir mais Stéphanie est tout de même contrainte de partir pour l'Allemagne avec son mari.

### Une princesse en butte à l'hostilité

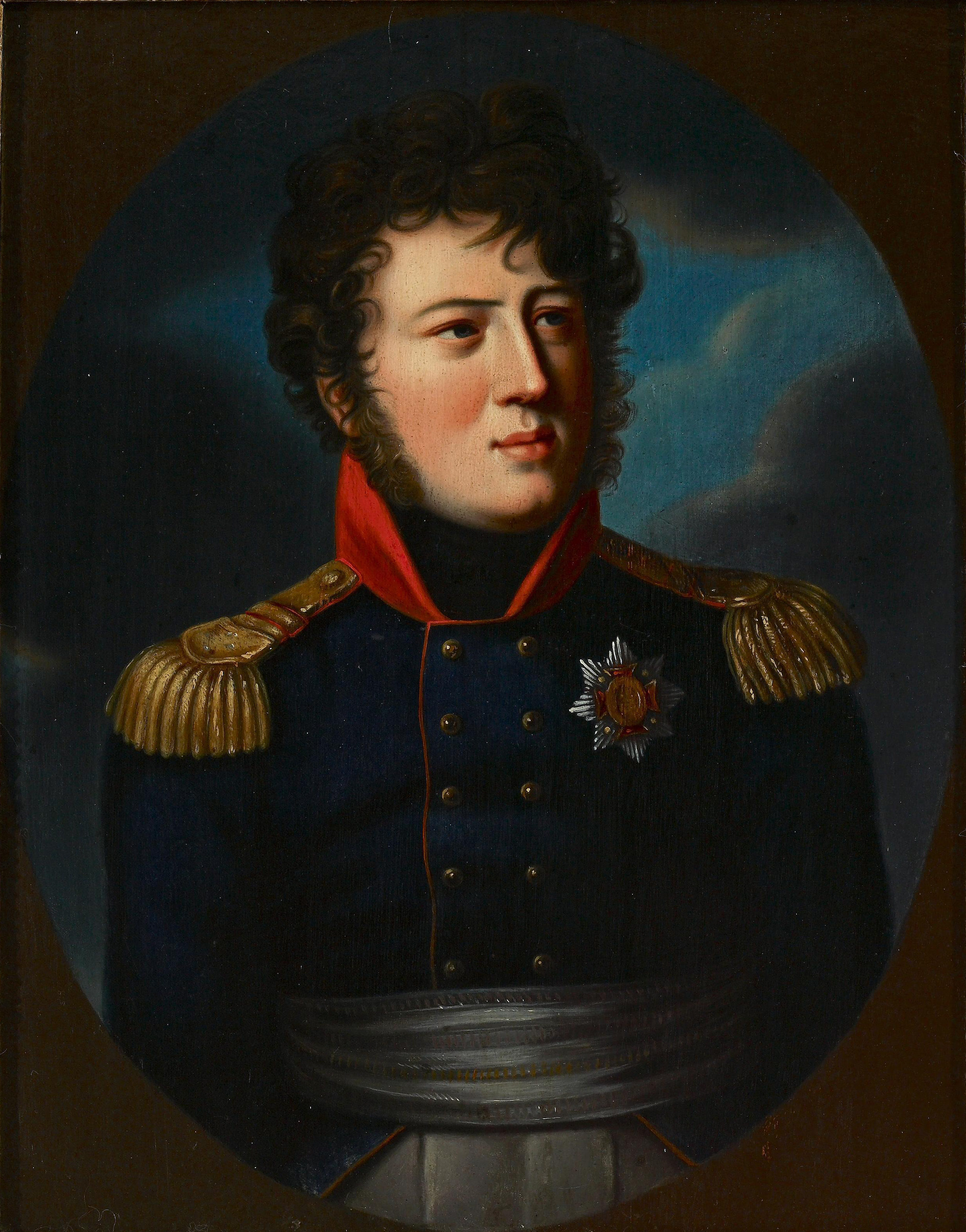
Charles II de Bade.

Arrivée à Karlsruhe avec ses trois amies, Annette de Mackau, Éléonore de Bourjolly et Adèle Gruau, Stéphanie y subit l'hostilité de la cour, et en particulier de sa belle-mère, la margravine Amélie, née princesse de Hesse-Darmstadt. Stéphanie découvre par ailleurs une dynastie largement divisée après le remariage du grand-duc Charles Ier de Bade avec sa maîtresse la comtesse de Hochberg. Les relations de la princesse française avec son mari, qui vit longtemps sous l'influence néfaste de son oncle Louis, restent par ailleurs compliquées, même si elles s'améliorent au fil des années.
En 1811, Charles Ier meurt et son petit-fils lui succède sous le nom de Charles II, faisant de Stéphanie la première grande-duchesse de Bade[réf. nécessaire]. Dans le même temps, la souveraine donne naissance à son premier enfant : une fille, prénommée Louise. Un an plus tard, c'est au tour d'un garçon de voir le jour mais il meurt dans des conditions mystérieuses, ce qui contribue à l'associer, plus tard, à la figure de Kaspar Hauser. Dans les années qui suivent, Stéphanie accouche encore de trois enfants mais, si les deux filles (Joséphine et Marie-Amélie) survivent, le garçon (Alexandre) meurt après quelques mois seulement.
Après la chute de Napoléon Ier en 1814, la position de Stéphanie est encore affaiblie dans le grand-duché. Liée à la famille Bonaparte, elle est considérée comme une napoléonide et sa belle-famille pousse Charles II à la répudier. Le couple s'étant marié sous le rite catholique et la famille grand-ducale étant protestante, Charles II pourrait facilement en profiter pour chasser sa femme mais il refuse catégoriquement d'obtempérer et garde Stéphanie auprès de lui jusqu'à sa mort, en 1818,.

### L'ascension des Hochberg et l'affaire Kaspar Hauser

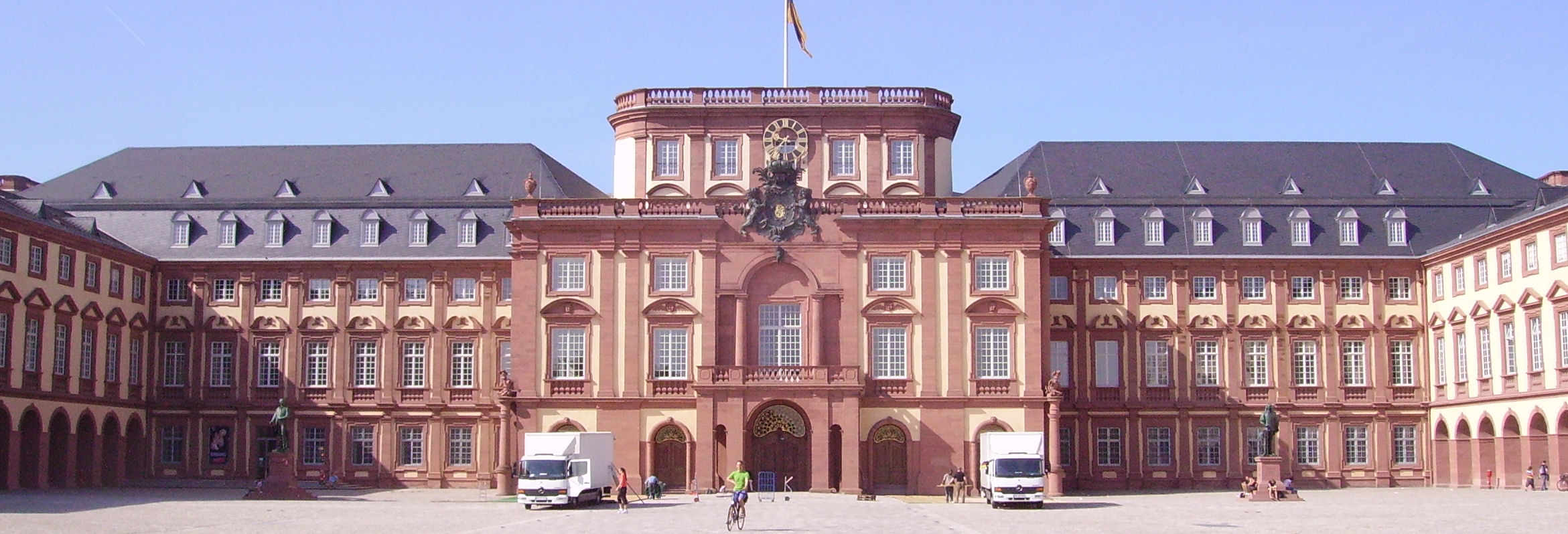
Le palais de Mannheim (état actuel).

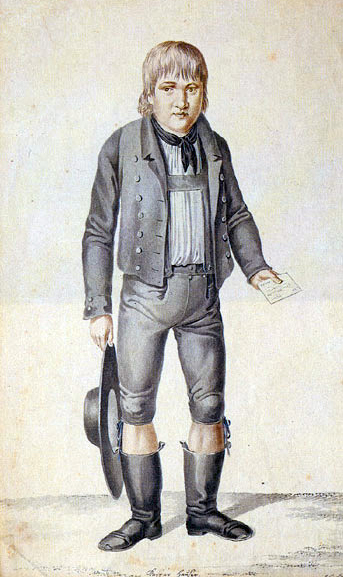
Kaspar Hauser, en 1828.

Veuve à l'âge de 29 ans, Stéphanie se retire, avec ses trois filles, dans le palais de la petite ville catholique de Mannheim, tandis que l'oncle débauché et ancien conseiller de son époux, Louis de Bade, accède au trône. Célibataire et sans enfant, celui-ci meurt à son tour en 1830, laissant la couronne à son demi-frère Léopold, officiellement intégré à la maison de Bade par Charles II en 1817. Pour Stéphanie, qui a toujours eu à souffrir de l'opposition de la comtesse de Hochberg, mère de Léopold, il s'agit là de l'aboutissement de plusieurs années d'intrigues[réf. nécessaire].
Dix ans après la mort de Charles II, éclate, le 26 mai 1828, l'affaire Kaspar Hauser. Une sorte d'enfant sauvage de seize à dix-sept ans est alors retrouvé sur le marché au suif de Nuremberg, en Bavière. Rapidement, la rumeur fait de l'adolescent le fils disparu de Stéphanie et celle-ci adhère elle-même bientôt à cette thèse. Cependant, le jeune homme est assassiné en 1833 et la grande-duchesse douairière passe les dernières années de sa vie avec le sentiment d'avoir une seconde fois perdu son fils.

### Dernières années
Veuve, Stéphanie consacre son existence à l'éducation et au mariage de ses trois filles. Ayant eu la joie de vivre le rétablissement de l'Empire français en 1852, Stéphanie est invitée à participer au baptême du Prince impérial, durant lequel elle représente sa cousine la reine Joséphine de Suède, marraine du nouveau-né[réf. nécessaire]. 
Souffrant des yeux, Stéphanie, à l'instar des princes de son temps, séjourne fréquemment à Nice où elle meurt à 70 ans le 29 janvier 1860, quelque temps avant le rattachement de la ville et de sa province à la France.

## Dans la culture
Au cinéma
- Le rôle de Stéphanie est interprété par Cécile Paoli dans le film allemand Kaspar Hauser de 1993.

En philatélie
- La Poste allemande émet, en 1948, un timbre à l'effigie de Stéphanie ;
- La Poste monégasque émet, en 2004, un timbre à l'effigie de Stéphanie[14]

À Mannheim, ville où s'établit la grande-duchesse, un quai a été nommé en son honneur, le « Stefanienufer ».